# 男声合唱の夕べ
男声合唱の夕べ（だんせいがっしょうのゆうべ）は、1970年から2000年まで行われていた、広島県内の男声合唱団が共演していた演奏会。毎年初夏に行われていた。
初期の出演団体は、崇徳高校グリークラブ、広島メンネルコール、広島大学グリークラブの3団体で、1989年の開催からは広島メンネルコールが離れ、新たに広島市役所合唱団、広島オルフェオンが加わった。
演奏会としては珍しく、合同演奏では、各合唱団指揮者が交代で指揮を務めたり、また著名な作曲家に委嘱して合同初演という形もとった。
中期からは客演指揮者制度を導入し、多彩な企画を行った。
2000年、第30回演奏会をもって終演した。

## 主な歴史
- 1970年 - 第1回演奏会を広島市青少年センター大ホールにて開催
- 1973年 - 会場を広島郵便貯金会館ホールに移動
- 1975年 - 合同演奏において、客演指揮者制度を導入
- 1988年 - 広島メンネルコール離脱のため、休演
- 1989年 - 広島オルフェオン、広島市役者合唱団が加わり、4団体の演奏会として再開。
- 1998年 - 会場を広島郵便貯金ホールから、広島国際会議場フェニックスホールへ移動
- 2000年 - 「さよならコンサート」として開催し、31年の歴史に幕を下ろした。

## 初演作品委嘱の作曲家
- 大中恩　-　うつむく青年
- 青島広志　-　タイタニック号の沈没
- 三木稔　-　阿波祈祷文・連作